# The Sleepover Club
The Sleepover Club è una serie televisiva australiana per ragazzi, trasmessa su Nine Network dal 2003 al 2008.
È basata sull'omonima serie di libri per ragazzi della scrittrice Rose Impey. Sebbene la versione letteraria sia ambientata in Inghilterra, le vicende della serie si svolgono in località australiane chiamate Crescent Bay (per l'ambientazione della prima stagione) e Seaview (per l'ambientazione della seconda stagione).
Le protagoniste della serie sono cinque ragazze che fanno parte di un club fondato da loro stesse, chiamato appunto "Sleepover Club". Loro rivali sono:
- Nella prima serie gli M+M e Sara e Alana (due amiche inseparabili che aspirano a far parte dello Sleepover Club).
- Nella seconda serie gli Zucconi prendono il posto degli M+M e Crystal e Caitlin quello di Sara e Alana.

## Episodi
La serie conta due stagioni. Entrambe contengono 26 episodi per un totale di 52 episodi. La serie è stata trasmessa interamente in Italia su Disney Channel; Italia 1 ha trasmesso tutta la serie dal novembre 2006, ma resta inedito l'ultimo episodio della prima stagione che fu saltato durante la prima TV e anche durante le repliche dell'anno successivo.
| Stagione         | Episodi | Prima TV Australia | Prima TV Italia |
| ---------------- | ------- | ------------------ | --------------- |
| Prima stagione   | 26      | 2003               | 2006            |
| Seconda stagione | 26      | 2006-2008          | 2007            |

## Trama

### Prima stagione
Frankie frequenta la scuola media e con le sue quattro migliori amiche Fliss, Kenny, Lyndz e Rosie fa parte dello "Sleepover Club", dove ogni membro fa un pigiama party. I cinque membri del club si occupano di problemi di tutti i giorni. I principali antagonisti sono gli M & Ms, composto da tre membri (Matthew, Michael e Marco) che cercano sempre di interferire con la vita delle ragazze. Il club è anche preso di mira da due ragazze, Sara e Alana, che cercano di entrare nel club o di rovinare il rapporto di amicizia fra le ragazze.

#### Personaggi principali
- Francesca "Frankie" Thomas, interpretata da Caitlin Stasey, doppiata da Eleonora Reti.
 Ragazza diplomatica e anticonformista, da grande sogna di fare l'attrice. È il leader dello Sleepover Club ed è molto intransigente nel far rispettare le regole del club. La sua migliore amica è Kenny. Vive con i suoi genitori ed è figlia unica, anche se desidererebbe avere un fratellino o una sorellina dato il suo amore per i bambini . Ha un cane di nome Max, e custodisce segretamente e gelosamente la copertina che aveva quando era neonata, a cui ha dato anche un nome: Woozy. La madre rimane incinta nella 23ª puntata della prima serie. Il suo colore preferito è il viola. Inizialmente è restia ad accettare Rosie nel club,  non le è molto  simpatica e la vede come un ostacolo alla loro amicizia, ormai consolidata, ma infine cambierà idea su di lei è la accoglierà nel gruppo diventandole amica.
- Felicity "Fliss" Sidebotham, interpretata da Ashleigh Chisholm, doppiata da Gemma Donati.
 Una giovane appassionata di moda. È anche conosciuta come la "frizzante fashionista". Ha una cotta per il suo compagno di classe Ryan Scott, il playboy della scuola. I genitori di "Fliss" sono divorziati ed è per questo che lei non vede più il padre, che se ne è andato quando lei era una bambina. La madre si risposa nell'ultimo episodio della prima serie con il suo compagno Andy, che Fliss inizialmente fatica ad accettare, ma al quale si affezionerà ben presto . Ha un fratello più piccolo chiamato Callum con il quale litiga spesso , che odia lo Sleepover Club. Può sembrare superficiale ed egocentrica, ma in realtà è molto dolce e buona. Il suo colore preferito è il rosa.
- Kendra "Kenny" Tam, interpretata da Hannah Wang, doppiata da Perla Liberatori.
 Il membro sportivo del club. Spera di gestire il Manchester United Football Club quando sarà più grande, in quanto è la sua squadra del cuore. Partecipa a tutti i tipi di attività fisiche dal calcio all'atletica. Vive con la madre, il padre,  e la sorella maggiore Molly con la quale litiga spesso perché molto diverse,  e la nonna alla quale è molto affezionata  poiché impara sempre molto da lei e dalla sua saggezza. Il suo colore preferito è l'arancione. Nella serie di libri il suo nome è Laura McKenzie. In una puntata della serie si era trasferita a Sydney per il lavoro del padre, ma è tornata a Crescent Bay in quanto nessuno della sua famiglia si trovava bene a vivere lì. In una puntata si allenerà con Ryan Scott e questo scatenerà la gelosia di Fliss ma alla fine si chiariranno. Il suo più grande segreto risale a quando era bambina,  e tifava per il Liverpool e non per  il Manchester United. Ha un rapporto particolarmente profondo con frankie con la quale è cresciuta assieme.
- Lyndsey "Lyndz" Collins, interpretata da Basia A'Hern, doppiata da Alessia Amendola.
 Considerata il membro più tranquillo  e pacato del gruppo, ama gli animali. In futuro desidera aprire una scuola di equitazione, data la sua passione per i cavalli. Ha un fratello gemello, Michael, che fa parte degli M & Ms, e questo crea spesso scontri e rivalità fra i due gruppi,  ed ha anche un fratello più grande, Tom, il quale suona spesso la chitarra e ha una band. Il suo colore preferito è il verde. Il suo più grande segreto risale alla sua infanzia, quando faceva il bagno assieme al fratello gemello.
- Rosalind "Rosie" Cartwright, interpretata da Eliza Taylor-Cotter, doppiata da Letizia Scifoni.
 Un'aspirante scrittrice e giornalista.  Vuole diventare come suo padre, dato che anche lui è un giornalista. È l'ultima ragazza ad entrare nel SOC, nel secondo episodio. Lei è la più intelligente, riflessiva e profonda  delle ragazze, anche se a volte può essere molto sfacciata. Sua madre è morta  e lei vive con il padre, David, e con il fratello maggiore, Will che gioca a basket in sedia a rotelle. Ha una cotta per il fratello di Lyndz, Tom. È la risolutrice dei problemi del gruppo. Il suo colore preferito è il giallo. Il suo più grande segreto riguarda la defunta madre, Rosie in momenti di bisogno si rivolge a lei e le parla come se le fosse sempre vicina dall’alto.

#### Personaggi ricorrenti
Il gruppo degli M+M è formato da:
- Matthew McDougal, interpretato da Ryan Corr, doppiato da Alessio Puccio.
 Il capo degli M+M. Alto, biondo, occhi azzurri; sua madre è molto amica con quella di Felicity. È segretamente innamorato di Frankie.
- Marco Di Pieri, interpretato da Stefan La Rosa, doppiato da Flavio Aquilone.
 Il più bravo e calmo del gruppo. È un ottimo pittore e i suoi genitori sono i proprietari di un negozio. Il padre di Marco è italiano. Marco è l'M+M che si distingue di più, forse perché Matthew e Michael non studiano mai, truffano ed imbrogliano mentre Marco no. Tra i tre è il più ingenuo ed innocente ed è segretamente innamorato di Fliss.
- Michael Collins, interpretato da Blake Hampson, doppiato da Fabrizio De Flaviis.
 Il fratello gemello di Lyndz e anche lui, come Matthew, è molto furbo. Si potrebbe dire che Michael è il più sfortunato degli M+M, poiché spesso si ritrova a litigare con la sorella gemella Lyndz, ma in fondo si vogliono bene.

#### Altri personaggi
- Sara Tiara, interpretata da Annalise Woods, doppiata da Valeria Vidali.
 Ragazza molto ricca e presuntuosa nonché acerrima nemica delle ragazze del club. Spera di entrare nello Sleepover Club perché è invidiosa dell'amicizia tra le cinque ragazze.
- Alana Banana, interpretata da Ashleigh Brewer, doppiata da Veronica Puccio.
 La migliore amica di Sara, più calma e ingenua di lei. Pur venendo spesso tradita da Sara, le rimane ugualmente amica e concorda con tutto quello che dice.
- Tom Collins , interpretato da Timothy Mager.
 Tom è il fratello sedicenne di Lyndz e Michael, suona la chitarra, e fa poche esibizioni dal vivo.
- Will Cartwright, interpretato da Jaimie Stewart.
 Il fratello di Rosie, usa la sedia a rotelle e gioca a basket.
- Callum Sidebottham, interpretato da Trent Sullivan.
 Callum è il fratello di otto anni di Fliss, è molto viziato e spesso tratta sua sorella come schiava.
- Mollie Tam, interpretata da Hannah Ling.
 La sorella sedicenne di Kenny, insopportabile e vanitosa. Il suo look ricorda un po' la cultura goth, suona il clarinetto e crede di essere una calamita per i ragazzi.
- Signor Stefanopulos: È il proprietario del Beach Hut cafè bar dove le SOC, gli M+M, Sara, Alana e tutti gli altri ragazzi prendono spesso frullati dopo la scuola. È un tipo gentile e divertente che le ragazze chiamano affettuosamente Signor S. Nella puntata 3 rischia di perdere il chiosco ma grazie alle ragazze ciò non succederà.
- Ryan Scott, interpretato da Craig Marriott.
 Molto atletico, Ryan è il ragazzo di cui Fliss è pazzamente innamorata, ma in una puntata, grazie a Kenny, si rivelerà un ragazzo bugiardo, superficiale, e la cotta di Fliss svanirà nel nulla.

### Seconda stagione
Tre anni dopo la prima serie, Frankie (che ora ha 16 anni) è costretta ad allontanarsi dalla sua città natale dopo che suo padre ha ricevuto una promozione di lavoro, portando con sé il libro dello Sleepover Club. A causa di complicazioni, lei rimane dalla cugina per una settimana. Lì scopre che sua cugina Charlie (12 anni) fatica a bilanciare la sua vita sociale, con le sue quattro migliori amiche. Frankie affida a Charlie un nuovo libro dello Sleepover Club, dando l'idea a Charlie, Tayla, Maddy, Jess e Brooke di formare un loro Sleepover Club. I principali antagonisti sono chiamati "Gli Zucconi" e sono composti da Jason, Simon e Declan, che con l'aiuto di Crystal e Caitlyn cercano di immischiarsi negli affari del club.

#### Personaggi principali
- Charlotte "Charlie" Anderson, interpretata da Morgan Griffin, doppiata da Elena Liberati.
 La cugina di Francesca Thomas e il capo del nuovo Sleepover Club. Il suo personaggio è basato su sua cugina Frankie, leader della prima stagione.
- Tayla Kayne, interpretata da Rachel Watson, doppiata da Perla Liberatori.
 Una ragazza appassionata di moda e bellezza e che crede ciecamente negli oroscopi. Ha una sorella più piccola, Claire. Il suo personaggio è basato su Fliss della prima stagione.
- Madeline "Maddy" Lee, interpretata da Emmanuelle Bains, doppiata da Gemma Donati.
 La sportiva del gruppo. Ama praticare soprattutto il surf e il basket. Il suo personaggio è basato su Kenny della prima stagione.
- Jessica "Jess" Philips, interpretata da Monique Williams, doppiata da Elena Perino.
 L'artista del gruppo. È timida, sensibile e romantica ed è una fan di un telefilm fittizio chiamato "La spiaggia dei cuori". Ha un fratello maggiore, Zack. Il suo personaggio è basato su Rosie della prima stagione.
- Brooke Webster, interpretata da Katie Nazer-Hennings, doppiata da Letizia Scifoni.
 La sorellastra di Simon, membro degli Zucconi ed è amante degli animali, infatti si diverte a fare la dog-sitter. Ama anche la fotografia e la tecnologia. Il suo personaggio è basato su Lyndz della prima stagione.

#### Personaggi ricorrenti
Il gruppo degli Zucconi è formato da:
- Jason Block, interpretato da James Bell, doppiato da Daniele Raffaeli.
 Il capo degli Zucconi ed è innamorato di Charlie anche se non lo dimostra. Il suo personaggio è basato su Matthew della prima stagione.
- Simon Webster, interpretato da Nathal Coenen, doppiato da Manuel Meli.
 Il fratellastro di Brooke. Il suo personaggio è basato su Michael della prima stagione.
- Declan Sharpe, interpretato da Shannon Lively, doppiato da Jacopo Bonanni.
 Il più stupido del gruppo. Il suo personaggio è basato su Marco della prima stagione.

#### Altri personaggi
- Crystal Beasley, interpretata da Julia O'Connor, doppiata da Emanuela Damasio.
 Una ragazza ricca, vanitosa e viziata che odia tutte le socie dello Sleepover Club.  Il suo personaggio è basato su Sara della prima stagione ma, a differenza di lei, non è per niente interessata a entrare nel club.
- Caitlyn Rebster, interpretata da Ruby Hall, doppiata da Monica Vulcano.
 La migliore amica di Crystal, anche se Crystal la tratta come se fosse una serva. Caitlyn è una ragazza molto dolce e leale, che viene spesso compatita dal club per come si lascia trattare da Crystal. Il suo personaggio è basato su Alana della prima stagione.